# Hockey en línea en los Juegos Mundiales de 2022
El Hockey sobre patines en línea fue uno de los deportes en los que se compitió durante los Juegos Mundiales de 2022.
Fue la quinta ocasión en que el deporte fue parte del programa, y se entregó una única medalla por la competencia en la rama masculina.

## Países participantes
De acuerdo a la Asociación Internacional de Juegos Mundiales hay ocho países que participarán en el torneo
Se trata de:
| - Canadá (CAN) - Colombia (COL) | - España (ESP) - Estados Unidos (USA) | - Francia (FRA) - Italia (ITA) | - República Checa (CZE) - Suiza (SWI) |

## Medallistas
| Evento    | Oro            | Plata           | Bronce  |
| --------- | -------------- | --------------- | ------- |
| Masculino | Estados Unidos | República Checa | Francia |